# The Old Grey Whistle Test
The Old Grey Whistle Test (в сокращенном названии Whistle Test или OGWT) была культурно значимой музыкальной программой, выходившей на телеканале Би-Би-Си-2 с 1971 по 1987 годы. Заняв место вечерней программы «Disco Two», она стала своеобразным ответом доминировавшей в то время на основном канале Би-Би-Си передаче «Top of the Pops». Известна своими живыми выступлениями и интервью не только с признанными музыкантами, но и со многими независимыми и новыми коллективами.

## Создание
Идея создания принадлежит продюсеру Ровану Айерсу (англ. Rowan Ayers). Своё название, согласно Бобу Харрису (первому ведущему программы), OGWT берёт из старого рассказа о том, как музыкальные продюсеры с Tin Pan Alley (Аллеи «дребезжащих кастрюль») в Нью-Йорке давали прослушивать первые отпечатанные диски клеркам в серых костюмах, которых просили попробовать насвистеть мотив мелодии. Если это удавалось, значит запись прошла «испытание серыми костюмами» (Old Grey Whistle Test).

## Пародии
- В скетче The Golden Boy («Шоу Бенни Хилла», 1975), посвящённом биографии поп-певца Текса Цимбала (вымышленного), есть небольшая пародия на Old Grey Whistle Test (под названием «Old Grey Whistle Tester»). Хилл пародирует ведущего программы Боба Харриса, а также предстаёт в ролях собственно Цимбала и его американского коллеги Хэнка Ки[1].
- Пародию на шоу (Боб Харрис берёт интервью у Фредди Меркьюри) показывал пародист Стиви Рикс[2].